# Alessio Romagnoli
Alessio Romagnoli, född den 12 januari 1995 i Anzio, är en italiensk fotbollsspelare som spelar som mittback för Serie A-klubben Lazio. Romagnoli spelar även för Italiens landslag.

## Klubbkarriär
Den 12 juli 2022 värvades Romagnoli av Lazio, där han skrev på ett femårskontrakt.